# Кириллов, Юрий Фёдорович
Кириллов Юрий Фёдорович (род. 19 ноября 1948 года, Азов, Ростовская область, РСФСР, СССР) — советский и российский военачальник, генерал-полковник (11.06.2002). Доктор военных наук (2004). Профессор (2006).

## Биография
В Вооружённых Силах СССР с 1966 года. Ростовское высшее военное командное училище имени Главного Маршала артиллерии М. Н. Неделина в 1971 году.
Служил в Ракетных войсках стратегического назначения, в 57-й ракетной дивизии (пгт. Жангизтобе, Семипалатинская область): инженер, старший инженер, командир группы пуска, заместитель командира ракетного полка по боевому управлению.
В 1978 году окончил командный факультет Военной академии имени Ф. Э. Дзержинского, после чего служил начальником штаба ракетного полка. С июля 1982 года — командир ракетного полка (пгт. Пашино, Новосибирская область). С августа 1985 — начальник штаба 57-й ракетной Тарнопольско-Берлинской дивизии (пгт. Жангизтобе).
В 1989 году окончил Военную академию Генерального штаба Вооружённых Сил имени К. Е. Ворошилова. С июня 1989 года по ноябрь 1993 года — командир 52-й ракетной дивизии (г. Бершеть). С ноября 1993 года — первый заместитель командующего, а с июня 1994 года по декабрь 1996 года — командующий 53-й ракетной армией (Чита). Генерал-майор (29.04.1991). Генерал-лейтенант (1994).
В декабре 1996 года назначается командующим 27-й гвардейской ракетной Витебской армией (штаб — г. Владимир). Часть войск этой армии располагались на территории Республики Беларусь, в декабре 1996 года был завершён их вывод в Россию, под его руководством производилась постановка этих частей на боевое дежурство на новых местах дислокации. В последующие годы под его руководством три ракетных полка прошли перевооружение на ракетные комплексы «Тополь-М» и заступили на боевое дежурство.
С июня 2001 года — начальник Военной академии Ракетных войск стратегического назначения имени Петра Великого. Одновременно — член Военного Совета РВСН (2001—2009). Являлся председателем Государственной комиссии по испытаниям перспективного ракетного комплекса «Тополь-М».
В феврале 2009 года уволен с военной службы по достижению предельного возраста.
Доктор военных наук (2004). Профессор (2006).
Живёт в Москве.

## Награды
- Орден «За военные заслуги» (1996)
- Орден «За службу Родине в Вооружённых Силах СССР» 2-й (1991) и 3-й (1982) степеней
- медали
- именное наградное оружие — пистолет Макарова
- «Заслуженный военный специалист Российской Федерации» (2004)